# Louis Menges
Louis John Menges (East St. Louis, 30 ottobre 1888 – Harlingen, 10 marzo 1969) è stato un calciatore statunitense, di ruolo portiere.
Nel 1904 fu il portiere titolare della squadra del Christian Brothers College che conquistò la medaglia d'argento nel torneo di calcio dei Giochi della III Olimpiade.
Durante la Grande Guerra, Menges entrò a far parte della United States Army e dal 1935 al 1943 fece parte del Senato dell'Illinois.